# Caesars Windsor

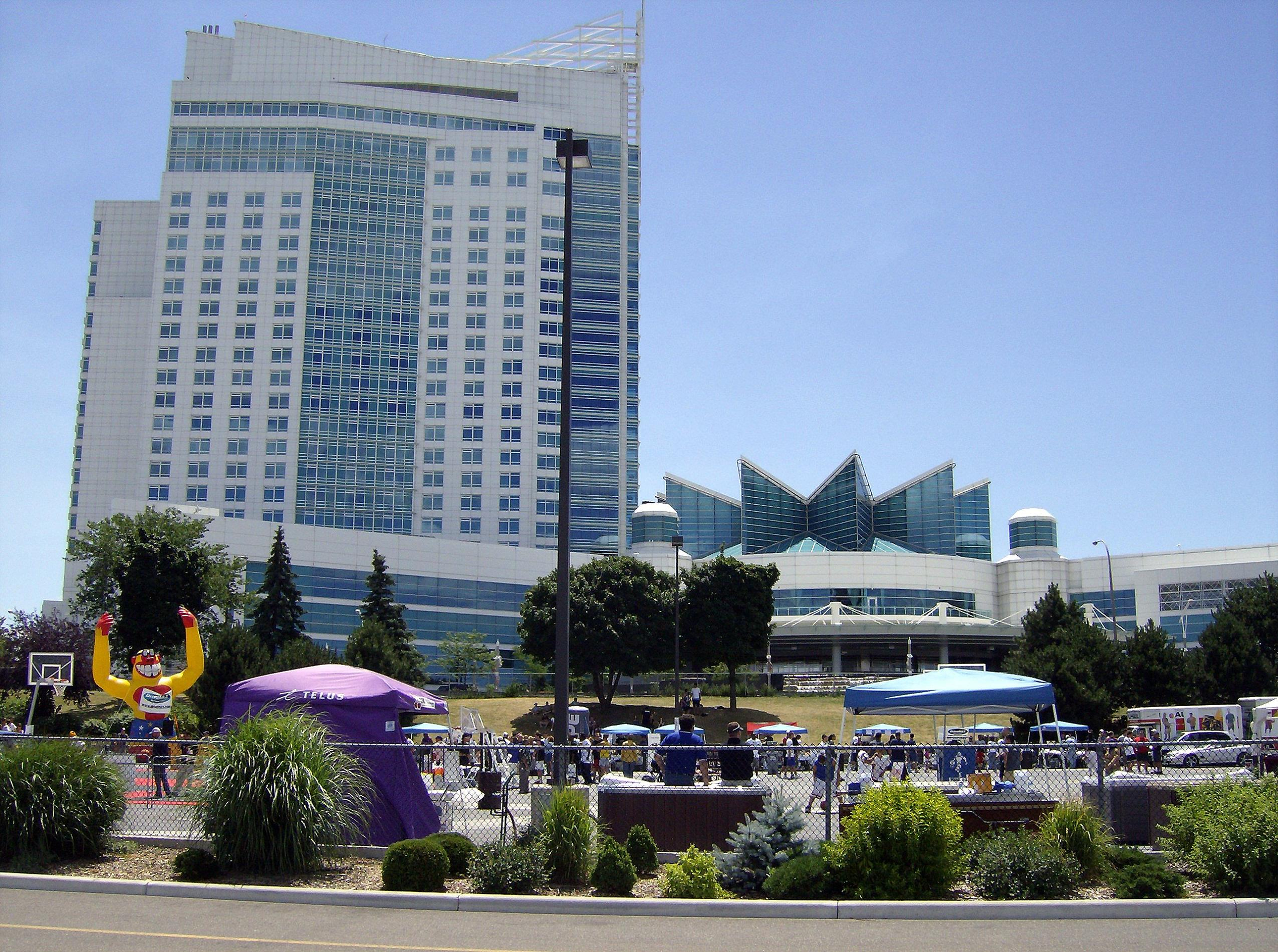
Ansicht mit dem Forum Tower während des Windsor public festivals.

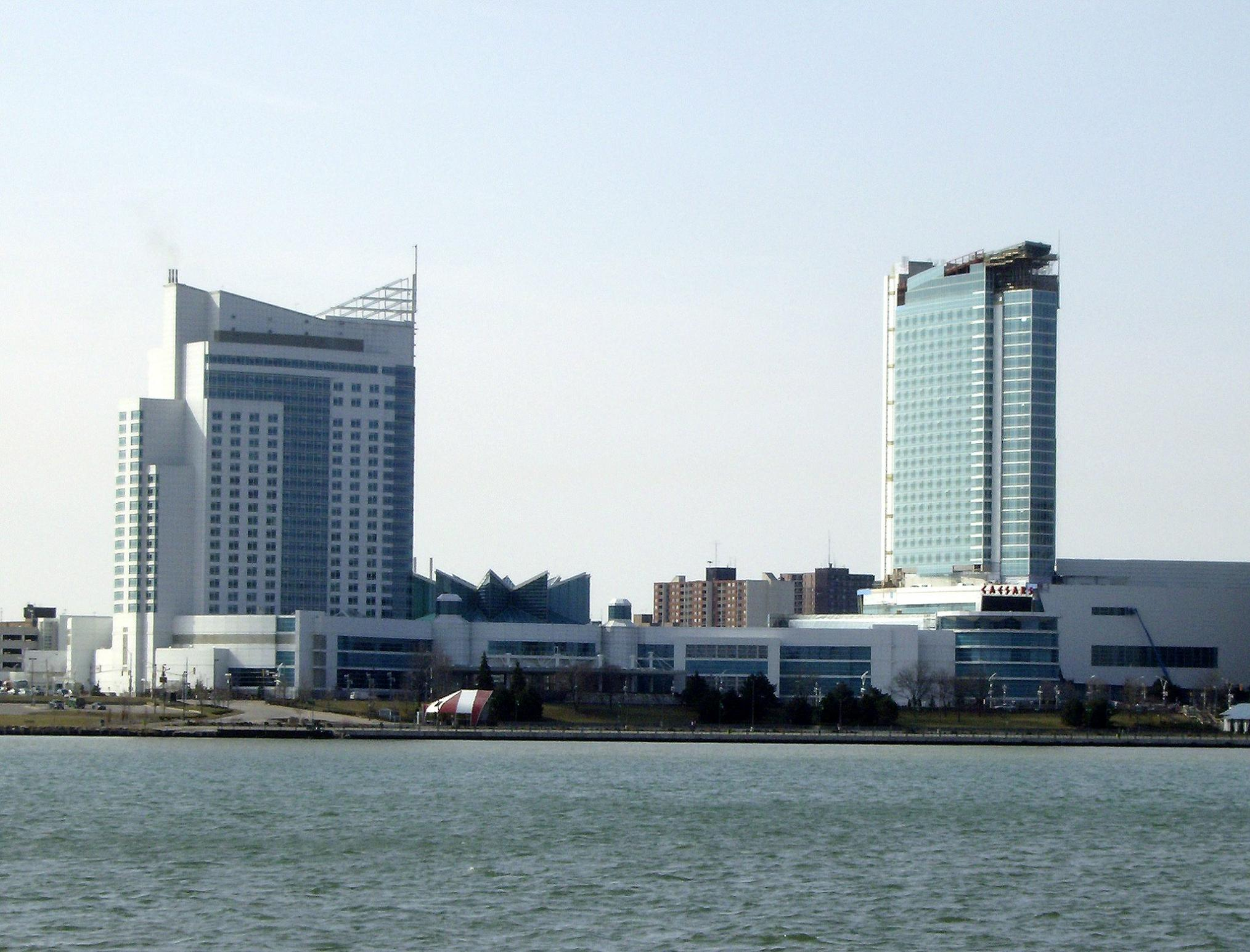
Ansicht von Detroit aus. Mit Augustus Tower 2008 rechts.

Das Caesars Windsor ist ein Casino in Windsor, Kanada. Das Casino gehört der Regierung von Ontario und wird von der Caesars Entertainment betrieben. Der Komplex wurde von WZMH Architect's erbaut. Das Casino befindet sich am Ufer des Flusses gegenüber von Detroit in der Nähe des Detroit-Windsor Tunnel. Das Casino beschäftigt über 4.000 Mitarbeiter.
Das Caesars Windsor verzeichnet 6 Millionen Besucher jährlich und ist einer der 4 Casinos im Detroit-Windsor Raum. Die anderen Casinos lauten: Das MGM Grand Hotel Detroit, MotorCity Casino und Greektown Casino. Alle 3 befinden sich in Detroit.

## Einrichtungen

### Hotel
Das vier Diamanten Luxushotel verfügt über 758 Zimmer die sich auf zwei Hochhäuser verteilen. Neben mehreren Restaurants befinden sich mehrere Cafés und Konferenzräume in den Gebäuden. Der Forum-Tower besitzt 23 Stockwerke und wurde 1998 eröffnet. Der Augustus Tower hat 27 Stockwerke verfügt über eine Höhe von 111 Metern und wurde 2008 eröffnet.

### Casino
Das Casino ist direkt ans Hotel angeschlossen und verfügt über eine Fläche von rund 9.290 m2. In dem Kasino befinden sich mehrere Spieltische und Spielautomaten. Zu den Spielemöglichkeiten finden sich unter anderem : Roulette, Caribbean Stud Poker, Craps, Blackjack und Baccarat.

### Restaurants
In dem Casino finden sich mehrere Restaurants und Kaffees. Dazu zählen das Neros Steakhouse, Market Buffet, The Artist Café, Legends Sports Bar, Pronto Café, Taza Mediterranean Grill und Starbucks.

### Veranstaltungen
Das Colosseum verfügt über 5.000 Sitzplätze. Es finden diverse Veranstaltungen statt. Neben Konzerten werden nationale und internationale Shows und Musicals, sowie Sonderveranstaltungen dort abgehalten.  Zum Beispiel wurden dort Konzerte und Shows von u. a.: Frank Marino’s Divas Las Vegas, Shania Twain – Still The One, David Allan Coe, Million Dollar Quartet und STYX veranstaltet.

## Galerie

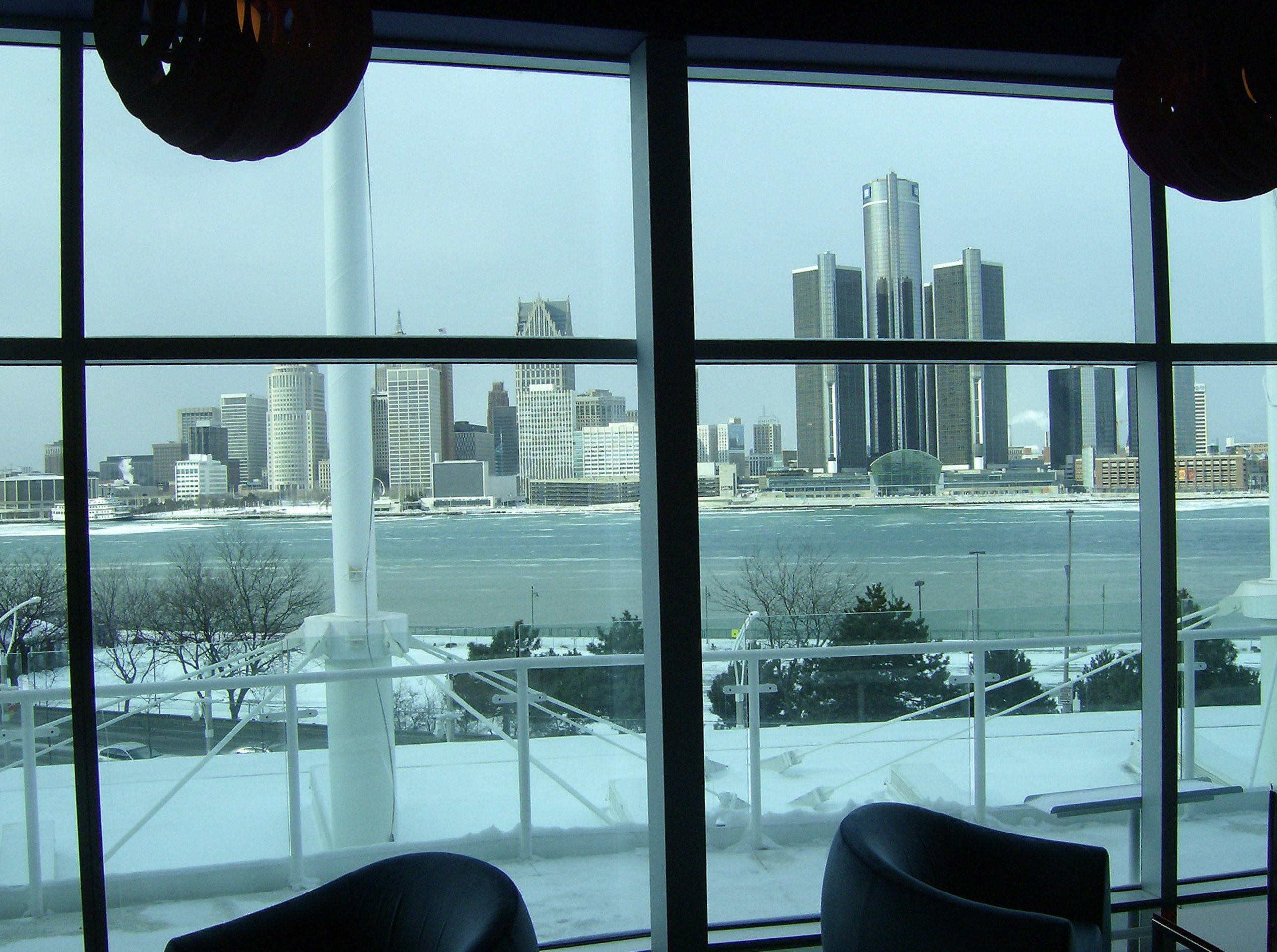
Blick auf die Skyline Detroits von der Hotelbar aus
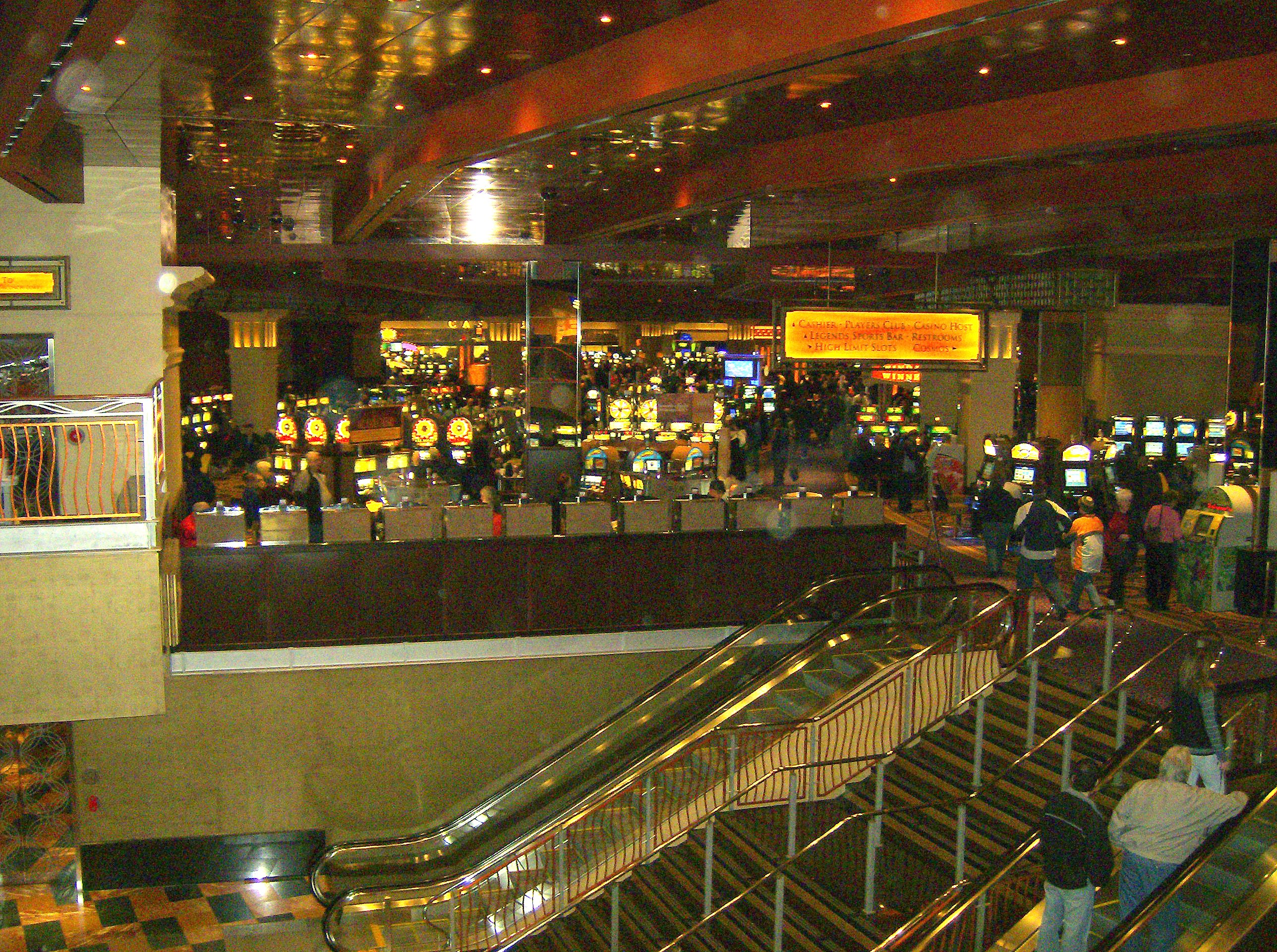
Lobby des Casinos
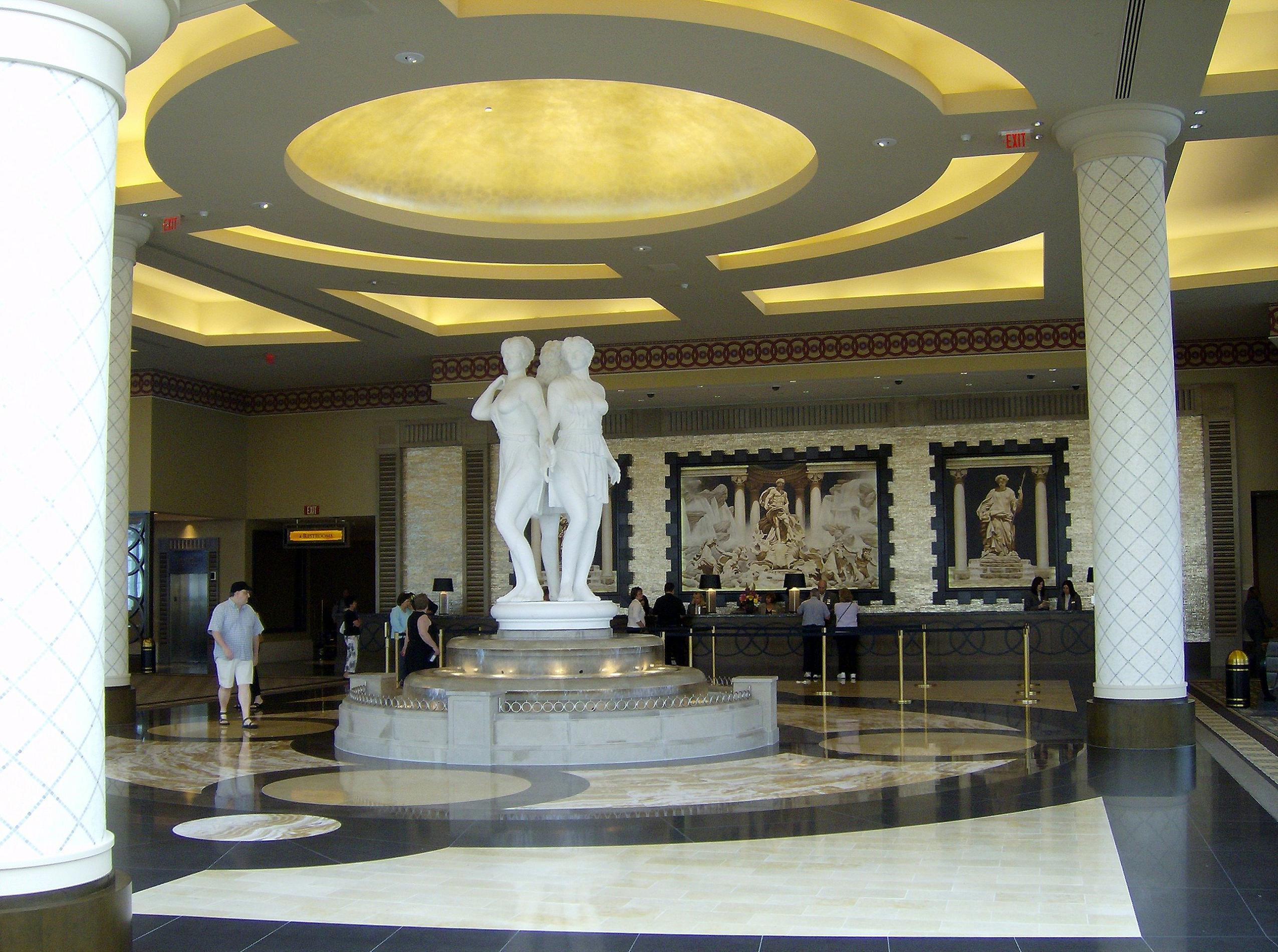
Empfangshalle